# Zwenewaldbach
Der Zwenewaldbach, im Oberlauf Glauritbach, ist ein Bach in der Gemeinde Hopfgarten in Defereggen (Bezirk Lienz). Der Zwenewaldbach entspringt in den Villgratner Bergen und mündet bei Innerhopfgarten in die Schwarzach.

## Verlauf
Der Zwenewaldbach speist sich aus den Abflüssen des Pumpersees und des Geigersees, die sich unterhalb von Kugelspitze, Regenstein, Beim Kreuz und Hochegg befinden. Nach der Vereinigung der beiden Abflüsse fließt der Bach in nördlicher Richtung durch den sogenannten Fenstersteig und stürzt danach über einen Wasserfall. In der Folge durchfließt der Bach den Goritzwald und nimmt linksseitig den Gagenalmbach. Bis zur Vereinigung mit dem Gagenalmbach wird das Gewässer als Glauritbach bezeichnet, unterhalb trägt er den Namen Zwenewaldbach. Der Zwenewaldbach fließt in der Folge in nordnordöstlicher Richtung an Zwenewaldalm und Kloitzalm vorbei, wobei er vor der Zwenewaldalm rechtsseitig den Blitzbach aufnimmt. Im Unterlauf stürzt der Zwenewaldbach eine Waldschlucht hinab, bevor er in Innerhopfgarten in die Schwarzach mündet.

## Energiewirtschaftliche Nutzung
Das Kraftwerk Zwenewaldbach wurde im April 1970 in Betrieb genommen. Es lieferte zu jener Zeit eine Engpassleistung von 1500 kW und wies ein Regelarbeitsvermögen von 9.000.000 kWh auf. Durch die Errichtung des Kraftwerks konnte die „Elektrowerkgenossenschaft Hopfgarten“ die Stromversorgung für das gesamte Gemeindegebiet von Hopfgarten sicherstellen. 2006 bzw. 2008 wurde auch an den Quellbächen Gagenalmbach  bzw. Glauritbach Kraftwerke in Betrieb genommen. Das Kraftwerk Gagenalmbach hat eine Engpassleistung von 465 kW und ein Regelarbeitsvermögen von 2.046.000 kWh, das Kraftwerk Glauritbach eine Engpassleistung von 36 kW sowie ein Regelarbeitsvermögen von 177.000 kWh. 2015 wurde der Neubau des Kraftwerks Zwenewaldbach in Betrieb genommen, wobei auch die Rohrleitung mit geänderter Trassenführung erneuert wurde.